# Campionato francese di rugby a 15 1944-1945
Il campionato francese di rugby a 15 1944-1945 fu vinto dal SU Agen che superò il FC Lourdes in finale.

## Contesto e formula
Parteciparono al torneo 126 squadre con una formula molto complicata che dovette essere rivista più volte nel corso della stagione.
Al termine 32 squadre furono qualificate per i play off.
Anche La Coppa di Francia di rugby a 15 fu conquistata dal SU Agen che superò, ancora una volta, il FC Lourdes in finale.

## Semifinali
- SU Agen - US Fumel 16-0
- FC Lourdes - Stade toulousain 9-8'

## Finale
| Arbitro: | Lucien Barbe |

| |            | |
| mete: Conquéré Drop: Bonnet | Marcatori  | mete: Auger |
| Emile Béziat Jean Clavé Jean Londais-Béhère Albert Ferrasse Robert Landes Jean Matheu-Cambas Guy Basquet Louis Cadaugade Fernand Conquéré Guy Maurel Georges Baladie Charles Calbet Pierre Genestine Robert Carabignac Camille Bonnet | Formazioni | Albert Grave Pierre Mouthe Daniel Saint-Pastous Robert Soro Georges Baudean François Soro Jean Prat Jean Augé René Barzu Charles Peyrade Léon Bordenave René Lhoste Guy Faget Bettino Pallavicini Jean Laborde-Grangé |

Al fine di distinguere maggiormente le divise delle due squadre (molto simili), i giocatori del Lourdes dovettero giocare con la maglia dei loro eterni rivali del Tarbes. Da segnalare che Renè Lhoste aveva iniziato proprio la stagione con il Tarbes salvo poi a passare al rugby a XIII e tornare al XV nel corso della stagione.